# Winogrady
Winogrady (niem. Weinberg) – część Poznania, a zarazem obszar w Systemie Informacji Miejskiej podzielony pomiędzy cztery jednostki pomocnicze.

## Granice
Według Systemu Informacji Miejskiej jednostka obszarowa Winogrady znajduje się w granicach:
- od wschodu: rzeką Wartą,
- od południa: aleją Armii Poznań ku trasie PST,
- od zachodu: trasą PST,
- od północy: ulicą Lechicką[2]

Jednostka obszarowa SIM Winogrady podzielona jest na pomniejsze obszary, którymi są:
- Osiedle Kosmonautów
- Osiedle Na Murawie
- Osiedle Pod Lipami
- Osiedle Przyjaźni
- Osiedle Wichrowe Wzgórze
- Osiedle Zwycięstwa

## Położenie
Składa się ze zlokalizowanej na południu starszej części (zabudowa częściowo jednorodzinna, częściowo wielorodzinna) oraz powstałej głównie w okresie PRL-u nowszej części, składającej się z kilku osiedli. Ze względu na wyżej wymieniony podział wyróżnia się pojęcia tzw. Starych Winograd oraz tzw. Nowych Winograd (odzwierciedlają to także nazwy winogradzkich jednostek pomocniczych). Przez teren Winograd przebiega także ulica o tej samej nazwie.

## Podział administracyjny
Lista jednostek pomocniczych:
- Osiedle Stare Winogrady (Osiedle Na Murawie, Osiedle Owsiana-Dożynkowa, Szeląg, Wilczak)
- Osiedle Nowe Winogrady Południe (Osiedle Przyjaźni, Osiedle Pod Lipami)
- Osiedle Nowe Winogrady Północ (Osiedle Zwycięstwa, Osiedle Wichrowe Wzgórze)
- Osiedle Nowe Winogrady Wschód (Osiedle Kosmonautów, Osiedle Zagroda)

## Zabudowa
Charakterystyczne dla panoramy Winograd są bloki i wieżowce z wielkiej płyty, a także powstające na coraz większa skalę budynki nowych osiedli deweloperskich. Ze względu na umiejscowienie na najwyższym obszarze Poznania panoramę winogradzkich osiedli mieszkaniowych dobrze widać z poznańskiego śródmieścia.
Budownictwo mieszkaniowe na Winogradach jest zdominowane przez pięciokondygnacyjne bloki i trzynasto- oraz szesnastokondygnacyjne wieżowce. Pomiędzy budynkami istnieją ciągi komunikacyjne dla pieszych i duże obszary zieleni z placami zabaw dla dzieci i urządzeniami rekreacyjnymi. Wewnątrz osiedli znajdują się szkoły, przedszkola, przychodnie i domy kultury, a na ich obrzeżach – większe obiekty handlowe i usługowe. Osiedla winogradzkie mają dobre połączenia komunikacyjne ze śródmieściem miasta Poznania oraz innymi dzielnicami, szczególnie po uruchomieniu Poznańskiego Szybkiego Tramwaju. Na Winogradach znajduje się największy park Poznania przekształcony ze zrujnowanego po II wojnie światowej Fortu Winiary w Park Cytadela.
Obszar Winograd w latach 1954–1990 należał do dzielnicy administracyjnej Stare Miasto.

## Historia Winograd

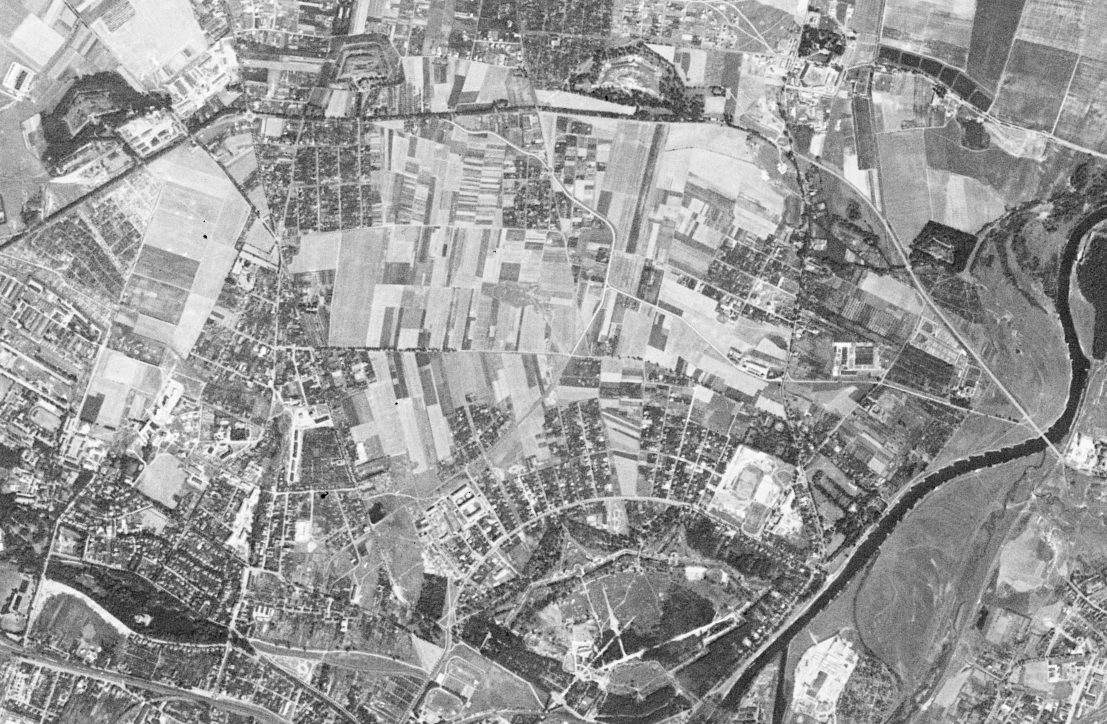
Winogrady, od Cytadeli do ulicy Naramowickiej. Zdjęcie satelitarne z 23 sierpnia 1965 r.

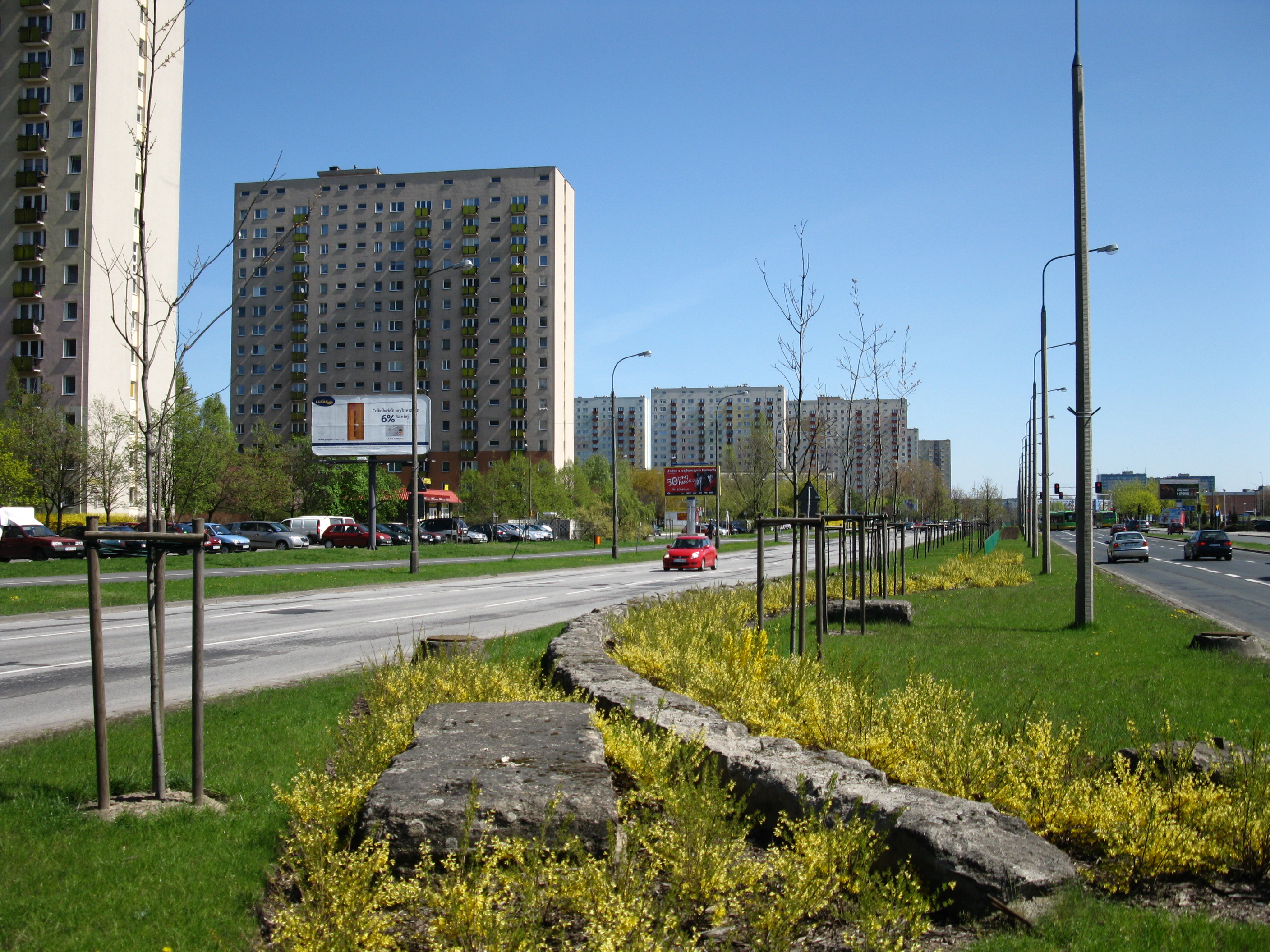
Pozostałości hali sterowców przy Al. Solidarności

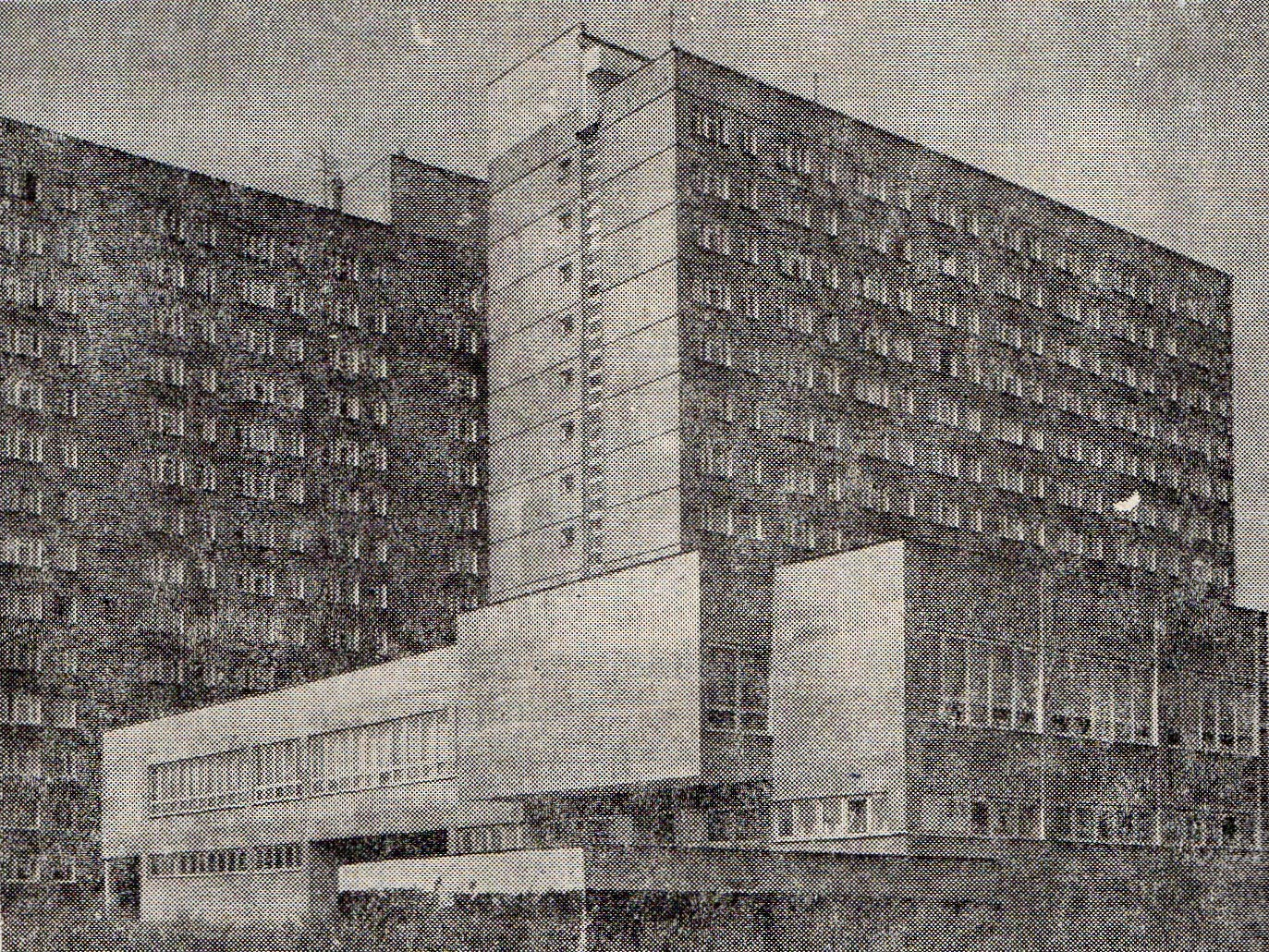
Biurowiec przy ulicy Gronowej przed rokiem 1988

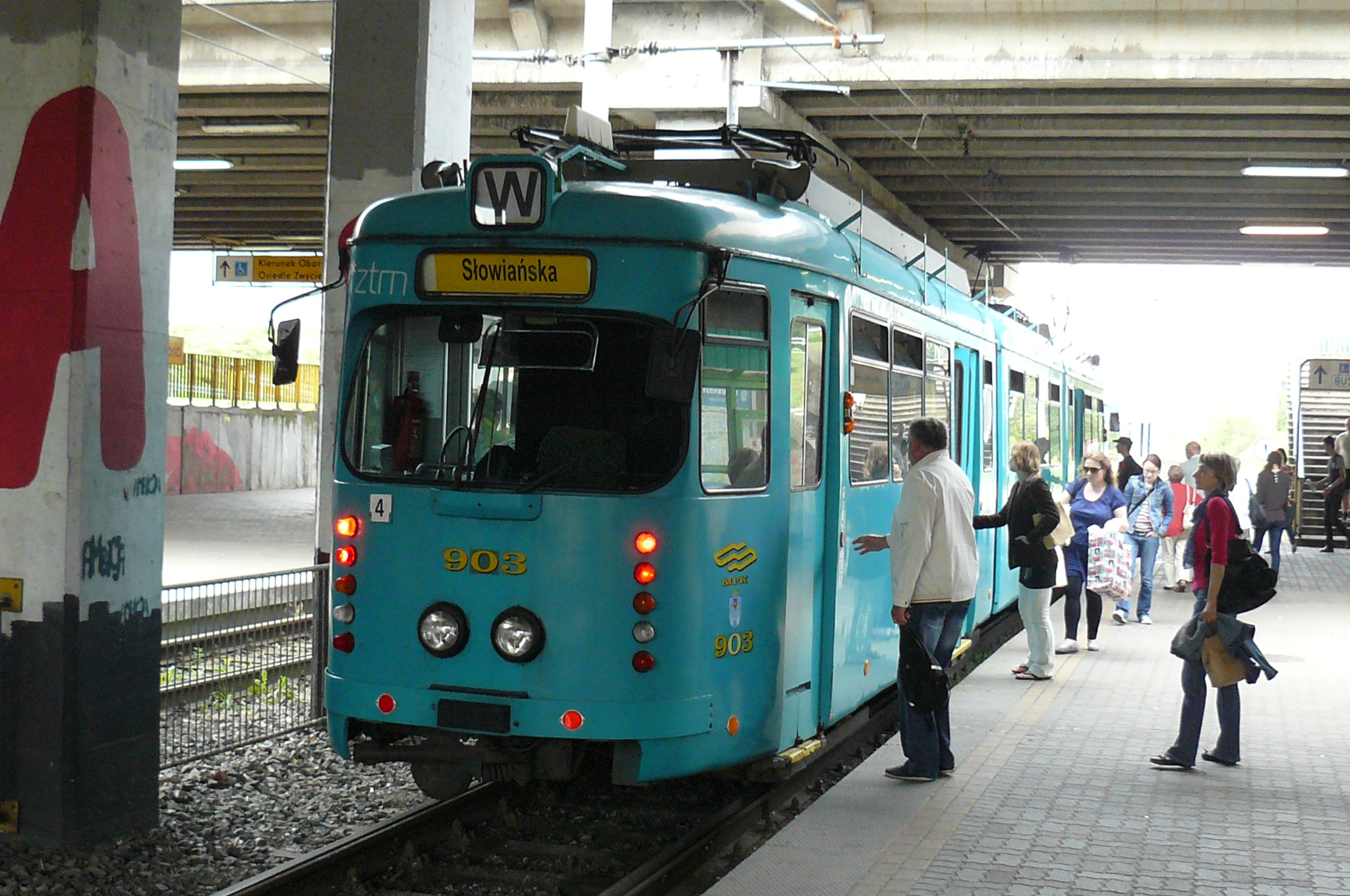
Tramwaj typu Duewag GT8ZR na stacji Pestki Aleje Solidarności (dawna nazwa: Serbska) w 2012 roku

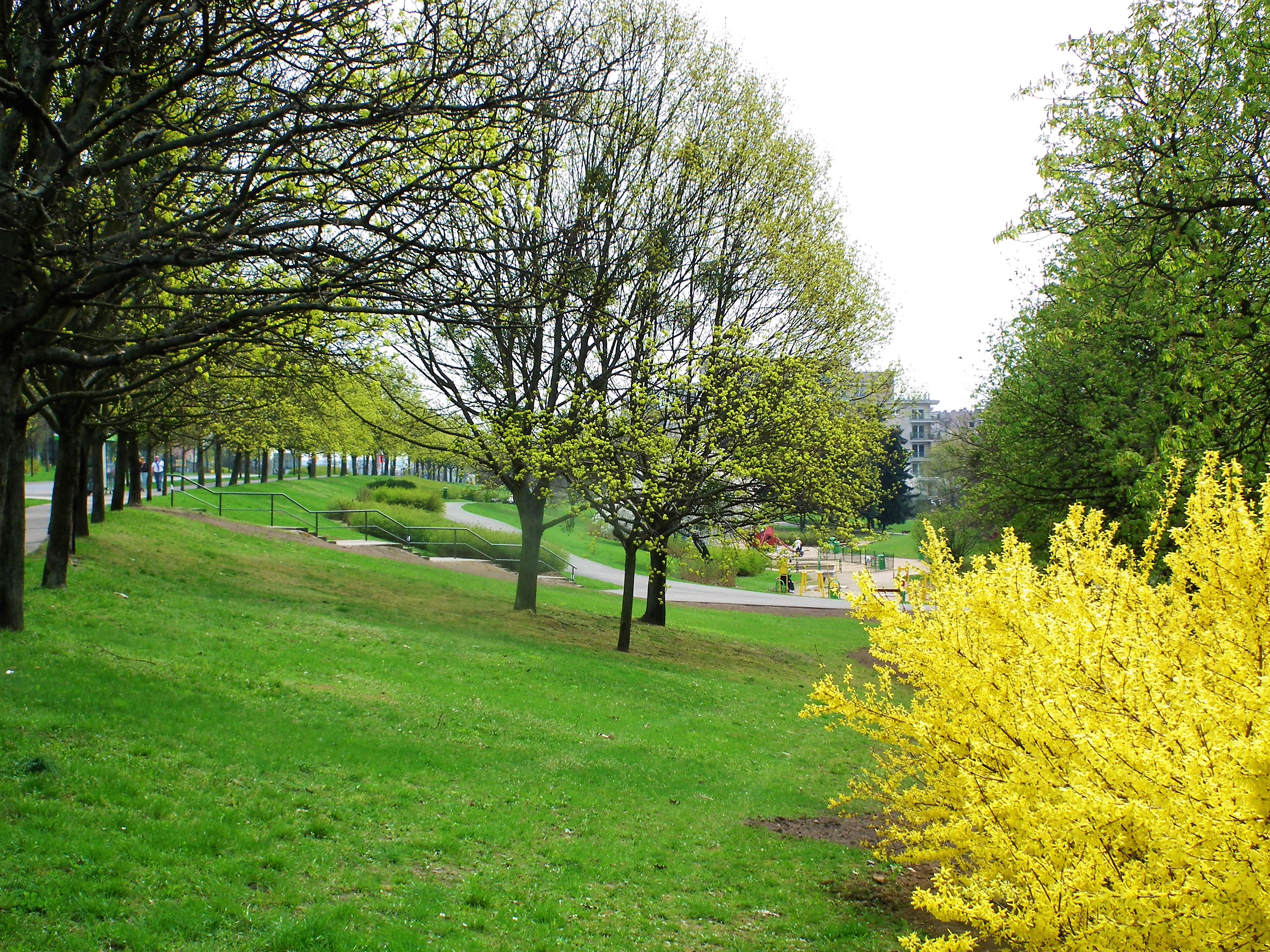
Park Jurija Gagarina (2018)

Zabudowę tych terenów planowano już w latach 50., lecz zrealizowano dopiero w następnym dziesięcioleciu.
W przeszłości tereny te zajmowały pola, łąki, kartofliska, sady oraz część osiedla domów jednorodzinnych Trójpole położone wzdłuż ul. Lechickiej aż do ul. Połabskiej.
Również tutaj od 1913 do 1945 roku zlokalizowana była długa na 170 metrów hala dla sterowców, z której wystartował pierwszy zeppelin. Jej pozostałości są widoczne na pasie zieleni Al. Solidarności oraz w pobliskim parku im. Władysława Czarneckiego.
W 1962 roku został zatwierdzony Ogólny Plan Zagospodarowania Przestrzennego Miasta Poznania wyznaczając etapy rozwoju stolicy Wielkopolski do 1980 roku, wyznaczył nowe tereny rozbudowy miasta na obszarze Winograd z przeznaczeniem pod budownictwo mieszkaniowe wielorodzinne. Wybór tego obszaru został dokonany m.in. ze względu na brak większych inwestycji na tym terenie, dobre warunki klimatyczne, odległość od śródmieścia. W grudniu 1966 roku, po dwóch latach prac nad projektem planu szczegółowego zagospodarowania tego obszaru, został on ostatecznie ukończony, przyjęty i zatwierdzony przez Prezydium Rady Narodowej Miasta Poznania. Generalnym projektantem Winograd był mgr inż. Czesław Nawrocki, ale plan szczegółowy wykonała architekt Halina Skibniewska z Warszawy.
Zaprojektowane wówczas osiedla uchwałą Prezydium Rady Narodowej Miasta Poznania z dnia 27 października 1967 r. otrzymały niżej podane nazwy:
- Kraju Rad (obecne Wichrowe Wzgórze),
- Wielkiego Października (obecne Pod Lipami),
- Kosmonautów,
- Zwycięstwa,
- Przyjaźni.

Akt erekcyjny pod budowę pierwszego budynku na Winogradach został wmurowany 9 maja 1968 roku.
Pierwszy etap budowy to osiedla Pod Lipami (lata 1968–1973, Wilczak –1983 r.) i Przyjaźni (1970–1979). Pozostałe osiedla powstały w latach: Kosmonautów – 1973–1976 i 1980–1981, Wichrowe Wzgórze – 1974–1981, Zwycięstwa – 1977–1984.
Podczas budowy pierwszych bloków na os. Kosmonautów spychacze natrafiły na fragmenty trumien i szczątki ludzkie – pozostałości zlikwidowanego po 1945 cmentarza ewangelickiego, którego nie naniesiono na planach geodezyjnych. Szczątki te Zarząd Zieleni Miejskiej ekshumował i przeniósł na cmentarz junikowski. Podczas budowy bloku nr 5 na tym samym osiedlu natrafiono na gruby kabel nie oznaczony na żadnych planach. Okazało się, że jest to kabel telefoniczny specjalnego przeznaczenia do łączności na linii Moskwa – Berlin. Żeby nie wywoływać żadnych perturbacji politycznych kabel zamknięto w stalowej rurze i zabetonowano w fundamentach budynku.
Po przemianach politycznych zmieniono nazwy osiedli Kraju Rad i Wielkiego Października. Nazwy osiedli Kosmonautów, Zwycięstwa i Przyjaźni pozostały bez zmian. Lata dziewięćdziesiąte XX.w oraz początek XXI.w to okres powstawania na Winogradach tzw. TBS-ów, czyli osiedli wzniesionych przez towarzystwa budownictwa społecznego (m.in. Os. Na Murawie, Os. Na Winogradach). Z kolei od przełomu pierwszej i drugiej dekady XXI w. rozwija się budownictwo nowych bloków mieszkalnych pomiędzy pierwotną zabudową spółdzielczą, które wznoszone są w oparciu o umowy pomiędzy spółdzielnią mieszkaniową a firmami deweloperskimi.
Aktualnie w osiedlach winogradzkich mieszka ok. 43000 mieszkańców.
Winogrady graniczą z innymi dzielnicami: Piątkowo, Winiary, Jeżyce, Szeląg, Wilczak.

## Komunikacja miejska
Przez Winogrady przebiegają 3 trasy tramwajowe. Trasa do pętli Połabska obsługiwana jest przez linię 7 i 19. Trasa do przystanku Błażeja prowadząca na Naramowice obsługiwana jest przez linie 3, 10 oraz na os. Jana III Sobieskiego (PST) - przez linie 12, 14, 15, 16 i nocne linie 201, 202.
W różne rejony dzielnicy można dojechać autobusami. Ze względu na dużą ilość linii, można dojechać autobusem w wiele zakątków miasta. Te, autobusy miejskie, które kursują w dzień noszą numery: 167, 168, 169, 170, 171, 174, 178, 182, 183, 185, 190, 191, a te podmiejskie to: 322 i 911. Natomiast linie nocne mają następujące numery: 214, 215, 218, 224.

## Zieleń
Parki i pomniki przyrody na terenie Winograd:
- Park Władysława Czarneckiego,
- Park Jurija Gagarina,
- Park Kosynierów,
- dąb na Cytadeli.

## Media
- TVK Winogrady (od 1991),
- Bezpłatny miesięcznik lokalny „Oferta Winograd”[6]